# Bergbaufolgelandschaft Werben
Bergbaufolgelandschaft Werben este o arie protejată (arie de protecție specială avifaunistică — SPA) din Germania întinsă pe o suprafață de 460 ha, integral pe uscat.

## Localizare
Centrul sitului Bergbaufolgelandschaft Werben este situat la coordonatele 51°11′12″N 12°13′50″E / 51.1867°N 12.2306°E.

## Înființare
Situl Bergbaufolgelandschaft Werben a fost declarat arie de protecție specială avifaunistică în noiembrie 2006 pentru a proteja 41 de specii de animale.

## Biodiversitate
Situată în ecoregiunea continentală, aria protejată nu include niciun habitat protejat.
La baza desemnării sitului se află mai multe specii protejate de  păsări (41): pescăruș albastru (Alcedo atthis), rață sulițar (Anas acuta), rață lingurar (Anas clypeata), rață mică (Anas crecca crecca), rață fluierătoare (Anas penelope), Anas platyrhynchos platyrhynchos, Anas strepera strepera, Anser albifrons albifrons, gâscă de semănătură (Anser fabalis), fâsă-de-câmp (Anthus campestris), Ardea cinerea cinerea, rață-cu-cap-castaniu (Aythya ferina), rața moțată (Aythya fuligula), Bucephala clangula, chirighiță neagră (Chlidonias niger), erete de stuf (Circus aeruginosus), cristeiul de câmp (Crex crex), lebădă de vară (Cygnus olor), presură sură (Emberiza calandra), presură de grădină (Emberiza hortulana), șoimul rândunelelor (Falco subbuteo), Fulica atra atra, capîntortură (Jynx torquilla), sfrâncioc roșiatic (Lanius collurio), sfrâncioc mare (Lanius excubitor excubitor), Larus argentatus, pescăruș argintiu (Larus cachinnans), pescăruș sur (Larus canus), Larus michahellis, pescăruș râzător (Larus ridibundus), ferestraș mic (Mergus albellus), Mergus merganser merganser, pietrar sur (Oenanthe oenanthe), cormoran mare (Phalacrocorax carbo carbo), bătăuș (Philomachus pugnax), ploier auriu (Pluvialis apricaria), Podiceps cristatus cristatus, mărăcinar (Saxicola rubetra), silvie porumbacă (Sylvia nisoria), Tachybaptus ruficollis ruficollis, nagâț (Vanellus vanellus).
Pe lângă speciile protejate, pe teritoriul sitului au mai fost identificate 1 specie de păsări.